# アフマド・サアダート

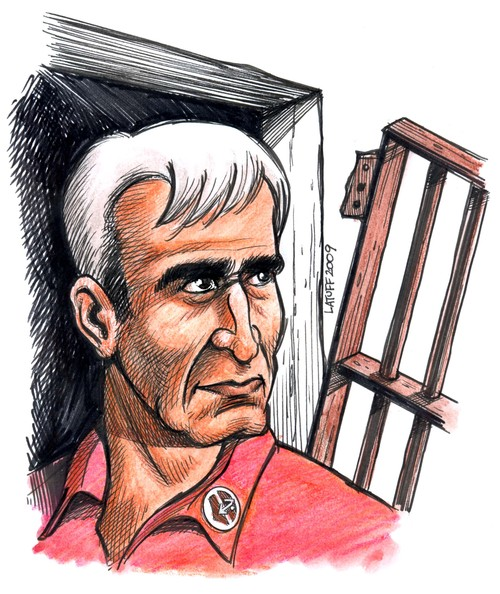
アフマド・サアダート（カルロス・ラトゥッフによる絵画）

アフマド・サアダート（1953年 - アラビア語:احمد سعدات）は、パレスチナの政治活動家、テロ組織（レジスタンス組織とされる場合もある）パレスチナ解放人民戦線（PFLP）現指導者。 現在、イスラエルのギルボアに存在する刑務所で服役中。

## 来歴
パレスチナのアル・ビーレにて生まれた。1975年にラマッラーの国際連合パレスチナ難民救済事業機関(UNRWA)が運営する教員養成大学を卒業している。しかし、この頃から彼はイスラエル当局にたびたび逮捕されており、幾度かの拘留を経験した。
2001年10月、PFLP指導者のジョージ・ハバシュの後継者であるアブー・アリー・ムスタファーがイスラエル国防軍に殺害されると、サアダートは後継の指導者となった。彼は、すべてのパレスチナ難民の帰還を訴えた。
しかし、サアダートがPFLP指導者に就任してまもなく、イスラエルの極右政治家レハバム・ゼエビが、ムスタファー殺害の報復として暗殺されると、パレスチナ当局にイスラエル側がサアダート引渡しを要求した。
パレスチナ側はこれを拒否し、ムカータアのパレスチナ解放機構（PLO）本部でサアダートを匿った。しかし、アメリカ合衆国とイギリスが仲介役となって、イスラエルとパレスチナの交渉の末、サアダートはパレスチナ領内のエリコにある刑務所に収監されることとなった。彼は政治集会に出席することや演説すること、インタビューに応じるなどを禁止された。
パレスチナ最高裁判所は、サアダートの禁固は憲法違反であると明言。彼の釈放を命じた。アムネスティ・インターナショナルもサアダートの拘束は不法であるとしたが、パレスチナ自治政府側はこれらを無視した。
サアダートの釈放が間近となった2006年3月14日、イスラエル国防軍がエリコの刑務所に電撃的に侵攻した。そして、サアダートはイスラエル国防軍に連れ去られ、イスラエル領内に身柄を移された。この際、イスラエルの情報機関である「シン・ベト」の尋問を受けている。
2008年12月25日、イスラエルの軍事裁判所は「違法テロ集団」であるPFLPの行なった数々のテロ（特に、ゼエビ暗殺）の首謀者として、サアダートに懲役30年を言い渡した。
2011年10月、ハマースに拉致されたイスラエル国防軍兵士ギルアド・シャリート釈放に伴う囚人交換において、サアダートが交換対象に含まれるという憶測があったが、結局サアダートは釈放されなかった。
イスラエルとパレスチナの和平交渉の中で、取引としてパレスチナ人の囚人が現在に至るまで多数釈放されているものの、サアダートは相当の大物であるため、未だ釈放には至ってない。